# Beta Monocerotis
Désignations
β Mon A : β1 Mon, HR 2356, HD 45725, BD-06°1574, SAO 133316

β Mon B : HR 2357, HD 45726, BD-06°1575B

Beta Monocerotis (β Mon / β Monocerotis) est l'étoile la plus brillante de la constellation de la Licorne. C'est une étoile multiple dont la magnitude apparente combinée est de 3,74. Elle est située à approximativement 700 années-lumière de la Terre.
Beta Monocerotis est un système d'étoiles triple. Ses trois étoiles sont toutes des étoiles Be sur la séquence principale. Sa composante primaire, désignée Beta Monocerotis A, est une naine de type spectral B4Ve et de magnitude apparente 4,60. C'est également une étoile à enveloppe avec des variations d'une période de 12,5 ans qui ont été observées dans son spectre. L'étoile secondaire, Beta Monocerotis B, est une autre étoile à enveloppe de type spectral B2Vn(e) et de magnitude 5,40,. La séparation entre les deux étoiles est de 7,3 secondes d'arc en 2022 et leur période orbitale est estimée être de 17 000 ans. Enfin, la troisième composante, Beta Monocerotis C, est une étoile de type spectral B3V:nne et de magnitude 5,60,. Elle est située à 2,6 secondes d'arc de Beta Monocerotis B en 2022.